# Schuldig (1913)
Schuldig ist ein deutsches Stummfilmdrama aus dem Jahre 1913 mit Eduard von Winterstein, Martha Angerstein und Harry Liedtke in den Hauptrollen. Der Film, der nach dem gleichnamigen Bühnendrama (1886) von Richard Voss entstand, gehört zu den frühesten Beispielen des zu diesem Zeitpunkt in Deutschland aufkommenden Autorenfilms.

## Handlung
Thomas Lehr, Kontorist bei Häusler & Sohn, ist in seinem Wesen ein friedvoller Mensch und Familienvater, der bislang nie auffällig wurde. Seine Pistole, die er daheim wegen des kleinen Sohnes nicht sicher weiß, nimmt er eines Tages mit in die Firma und packt sie in seine Schreibtischschublade. Von dort entwendet sie der Firmenhausdiener Wilhelm Schmidt und erschießt damit den Juniorchef, als dieser ihn dabei erwischt, wie er die Firmenkasse plündern will. Schmidt benötigt das Geld für seine hochfliegenden Pläne: Er will nach Amerika auswandern. Der Mordverdacht fällt nicht nur wegen des Waffenbesitzes auf Lehr, vielmehr weiß man auch, dass dieser es mit zunehmenden Missbehagen sah, dass Häusler junior Lehrs Frau Martha den Hof machte. Geschickt legt Schmidt auch andere Spuren, die auf Thomas als Täter hindeuten. In einem Prozess wird der Unschuldige als schuldig verurteilt und muss hinter Gitter. Diese Zeit bedeutet größte Schwierigkeiten für Lehrs Frau Martha und die beiden Kinder Julie, genannt Julchen, und Karl. Der Gastwirt Kramer, der ein Auge auf die attraktive, alleinstehende Mutter geworfen hat, hilft ihr, indem er Martha als Haushälterin in seiner Wirtschaft anstellt.
Nach zwanzig Jahren ist Schmidt aus den USA in die alte Heimat zurückgekehrt; reich, aber auch alt und krank. Er will sein Gewissen erleichtern und gesteht den Mord sowohl einem Geistlichen als auch dem Staatsanwalt gegenüber. Seinem ausgemergelten und gealterten Opfer Thomas Lehr, Häftling Nummer 37, gegenüberstehend, wird Schmidt dieser Anblick zu viel: er bricht tot zusammen. Lehrs Heimkehr verläuft anders als erhofft. Er findet seine Familie in Kramers Gastwirtschaft wieder, und man erkennt ihn nicht sofort. Karl ist zum Trinker geworden, und Julchen besucht ein Tanz-Etablissement, das einen ausgesprochen schlechten Ruf besitzt. Seine eigene Frau ist zur Geliebten des Wirtshausbesitzers geworden. Karl, von Zorn gepackt, will angesichts der Rückkehr des lang vermissten Vaters dessen Konkurrenten Kramer mit dem Beil erschlagen, aber Vater Lehr hält den ungestümen jungen Mann von dieser Wahnsinnstat ab. Während Martha ihren Gatten zunächst angewidert zurückstößt, beginnt ihr langsam zu dämmern, was dieser zwei Dekaden lang unschuldig hinter Gittern schmachtende Mann alles durchlitten haben muss. Im Angesicht des Nutznießers seines Unglücks vergisst Thomas Lehr all seine seinem Sohn gegenüber gegebenen Ratschläge und vollendet an Kramer das, was Karl vorhatte. “Jetzt bin ich wirklich schuldig!” ruft Lehr aus und fordert, dass man ihn dorthin zurückbringt, wo er sich bestens auskennt: ins Zuchthaus.

## Produktionsnotizen
Schuldig entstand im Messter-Filmatelier in der Berliner Blücherstraße 32, passierte die Zensur am 4. Juli 1913 und erlebte seine Uraufführung am 27. August 1913 während einer Filmschau in Österreich-Ungarn (Wien). Die deutsche Erstaufführung ist für den 9. Januar 1914 in Berlins Marmorhaus nachweisbar. Der Film war vier Akte lang und maß 1679 Meter. 
Es war einer der letzten Arbeiten Carl Froelichs als Kameramann. Die in manchen Quellen zu lesende Behauptung, dass in Schuldig Henny Porten ebenfalls mitgewirkt habe, kann nicht belegt werden.
Hauptdarstellerin Martha Angerstein trat hier das erste Mal gemeinsam mit ihrem Ehemann Adolf Edgar Licho, der hier vermutlich sein Filmdebüt gab, vor die Kamera.

## Kritik
„Richard Voß hat das Lichtbild geadelt, als er sein ungemein wertvolles Bühnendrama „Schuldig“ dem Film überließ. Es ist kein bloßes Schlagwort mehr, das Wort vom Autorenfilm, wenn man dieses Drama als Grundlage einer Gattung Films nimmt. Ein Bild von solcher dramatischer Wucht, packender Frische und dichterischer Geklärtheit dürfte im Lichtspieltheater bisher zu den Seltenheiten gehört haben. (…) Der Film wirkt mächtiger als die Bühnendarstellung. Die prachtvollen Charakterzeichnungen sind im Bild stilvoller und einheitlicher als sie jemals eine Bühnenaufführung wiederzugeben im Stande ist. (…) Das Zusammenwirken all dieser Künstler ist mustergültig Es zeigt die Hand eines genialen Meisters der Inszenierungskunst am Werke. Und ein solcher ist Dr. Hans Oberländer. Der Film macht ihm alle Ehre.“